# تسوق

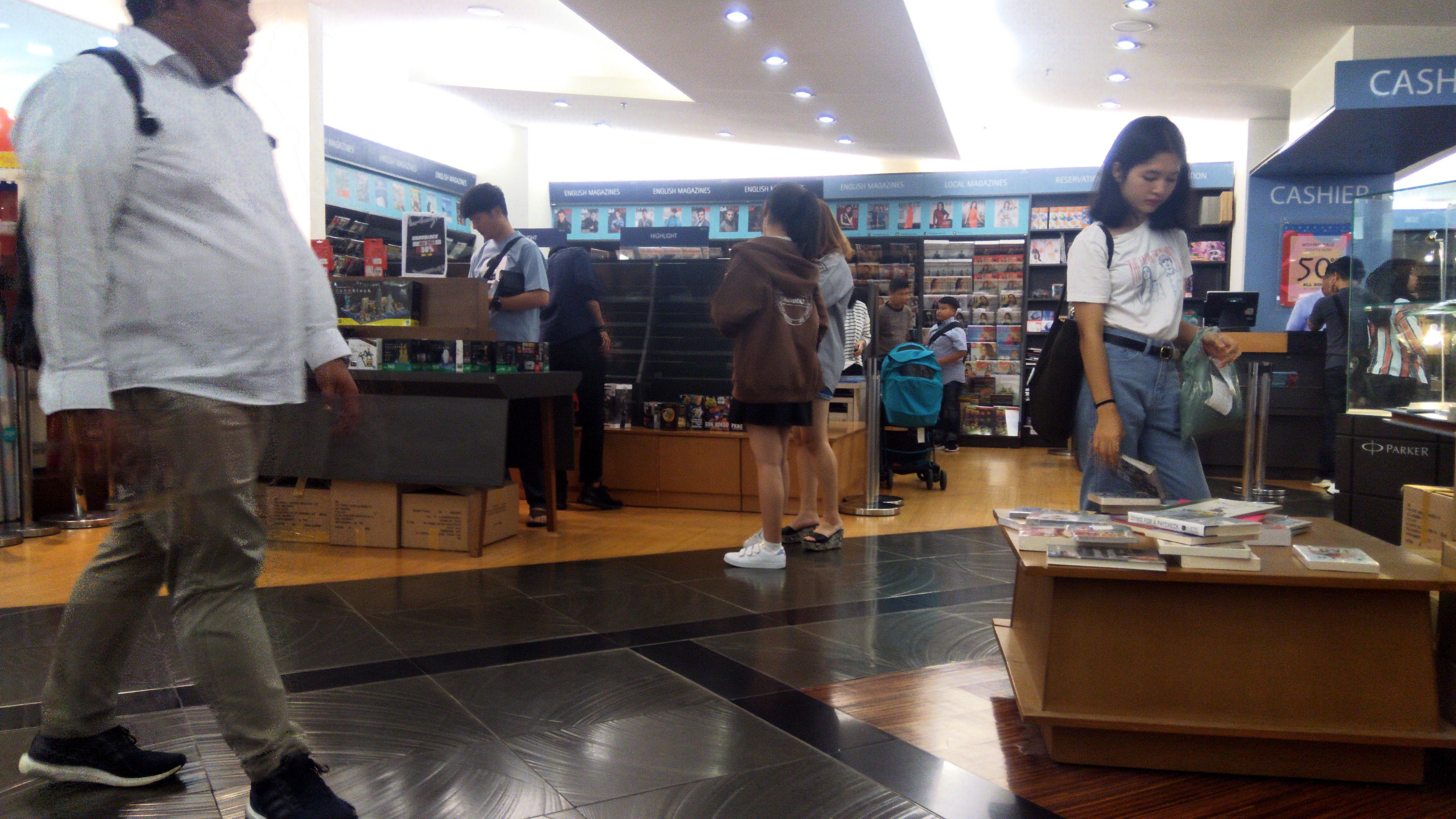
المتسوقون يبحثون عن الكتب والألعاب.

التسوق أو التَّبَضُّع هو نشاط يتصفح فيه العميل السلع أو الخدمات المتاحة التي يقدمها بائع أو أكثر مع وجود نية لشراء مجموعة مناسبة منهم. تم تطوير تصنيف لأنواع المتسوقين من قبل العلماء الذي يحدد مجموعة من المتسوقين كمتسوقين ترفيهيين وهم أولئك الذين يستمتعون بالتسوق ويعتبرونه نشاطًا ترفيهيًا.
أصبح التسوق عبر الإنترنت بمثابة خلل رئيسي في صناعة البيع بالتجزئة حيث يمكن للمستهلكين الآن البحث عن معلومات المنتج وتقديم طلبات شراء المنتجات من مناطق مختلفة. يقوم تجار التجزئة عبر الإنترنت بتسليم منتجاتهم مباشرةً إلى منازل المستهلكين أو مكاتبهم أو إلى أي مكان يريدون. سهلت عملية (التجارة عبر الإنترنت بين التاجر والمستهلك) للمستهلكين تحديد أي منتج عبر الإنترنت من موقع ويب لبائع التجزئة وتسليمه أسرع نسبيا. باستخدام طرق التسوق الإلكتروني لا يحتاج المستهلكون استهلاك الطاقة من خلال زيارة المتاجر فعليا. وهذه الطريقة تحافظ على الوقت وتكاليف التنقلات. متاجر التجزئة أو المحلات هي أعمال تجارية تقدم مجموعة مختارة من السلع والعروض للتبادل التجاري أو للبيع للعملاء مقابل المال أو غيرها من السلع.

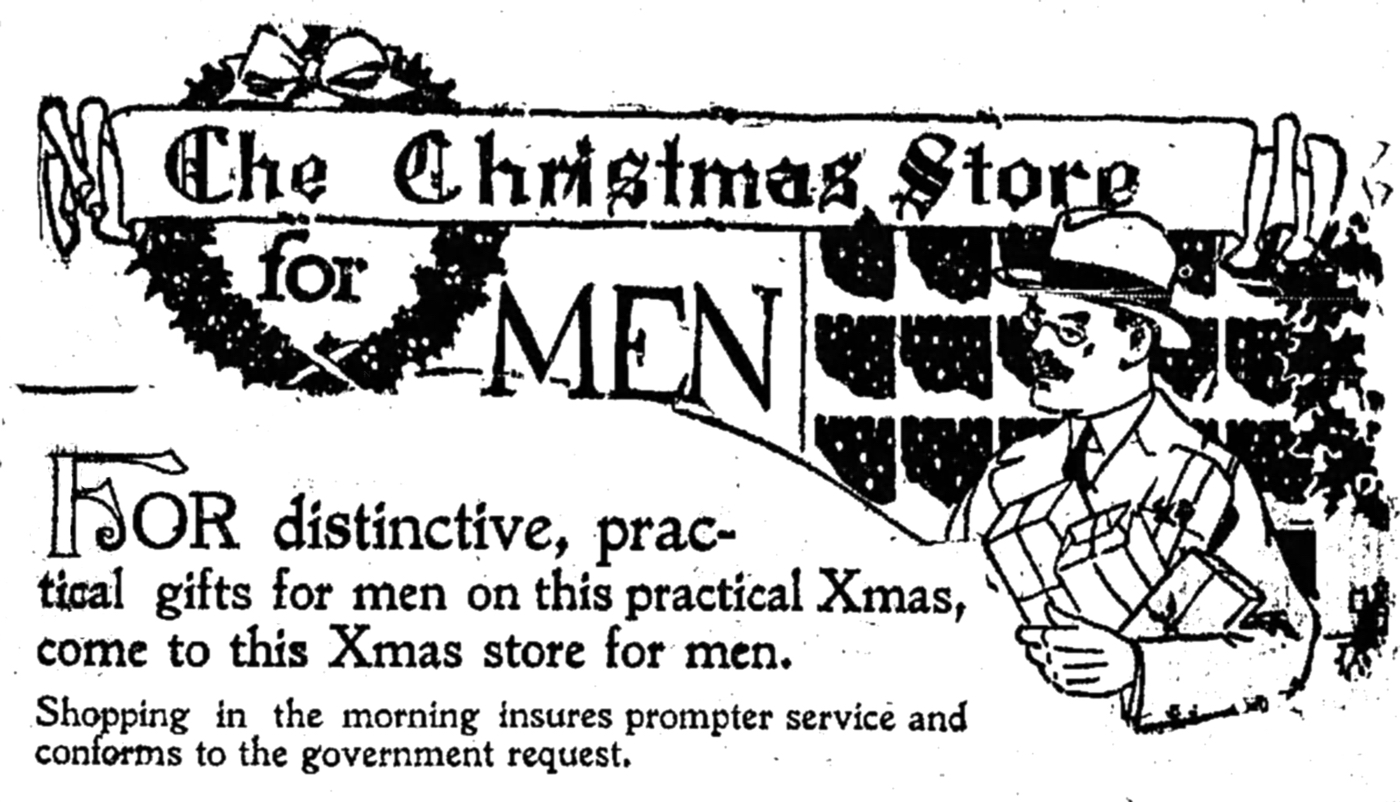
صورة إعلانية لرجل يتسوق لشراء هدايا عيد الميلاد ، مع عنوان ورسالة ، 1918.

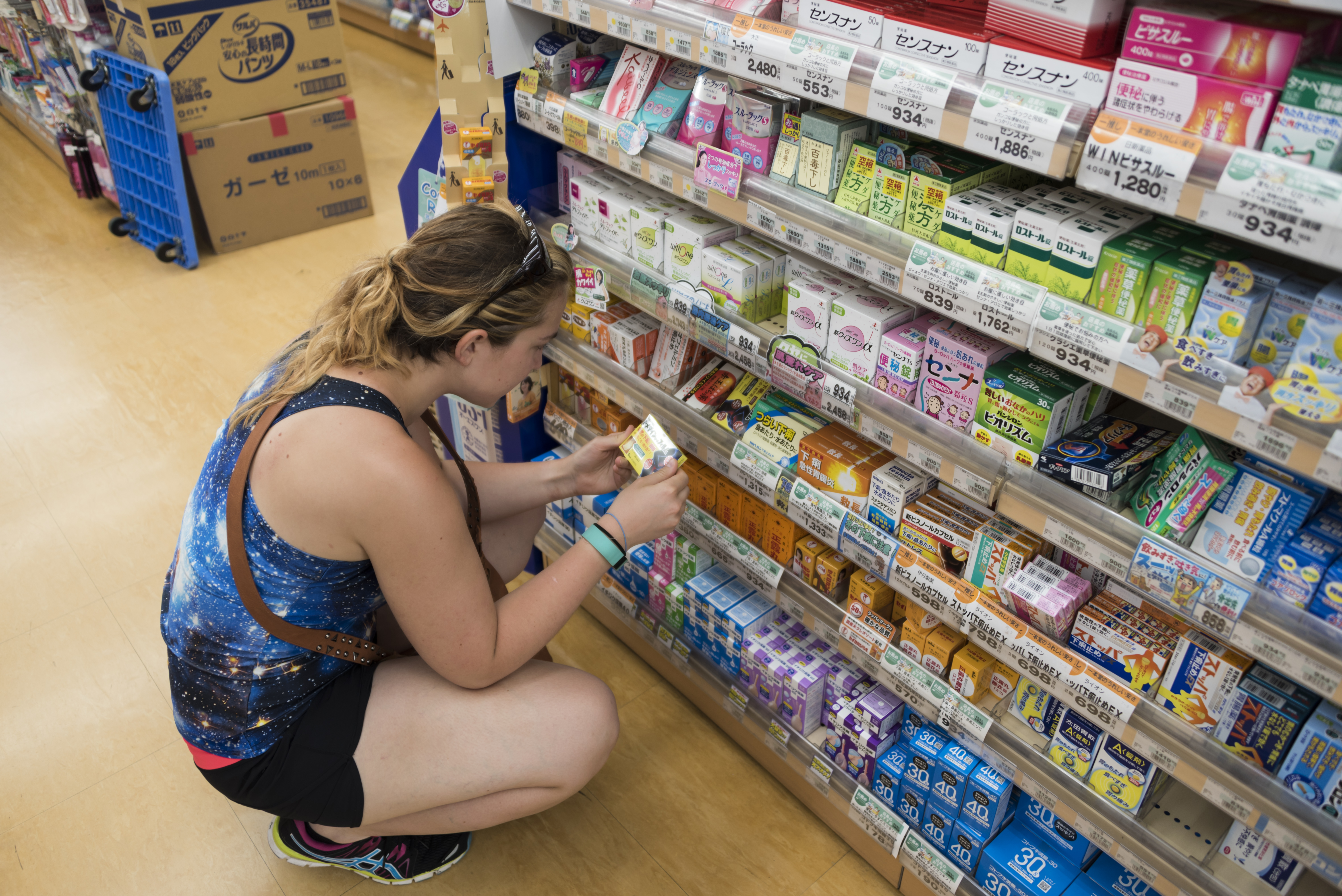
امرأة تتسوق في اليابان، 2016.

باستخدام طرق التسوق عبر الإنترنت لا يحتاج المستهلكون إلى استهلاك الطاقة عن طريق زيارة المتاجر الفعلية وبهذه الطريقة يوفرون الوقت وتكلفة السفر.
إن بائع التجزئة أو المتجر عبارة عن شركة تقدم مجموعة مختارة من السلع وعروضًا لبيعها أو بيعها للعملاء مقابل أموال أو سلع أخرى. وهي تستند إلى مجموعة متنوعة من العوامل بما في ذلك كيفية معاملة العميل، والراحة، ونوع السلع التي يتم شراؤها، والحالة المزاجية، وفقًا لتقرير عام 2000، في ولاية نيويورك، تشتري النساء 80٪ من جميع السلع الاستهلاكية.

## التاريخ

### العصور القديمة

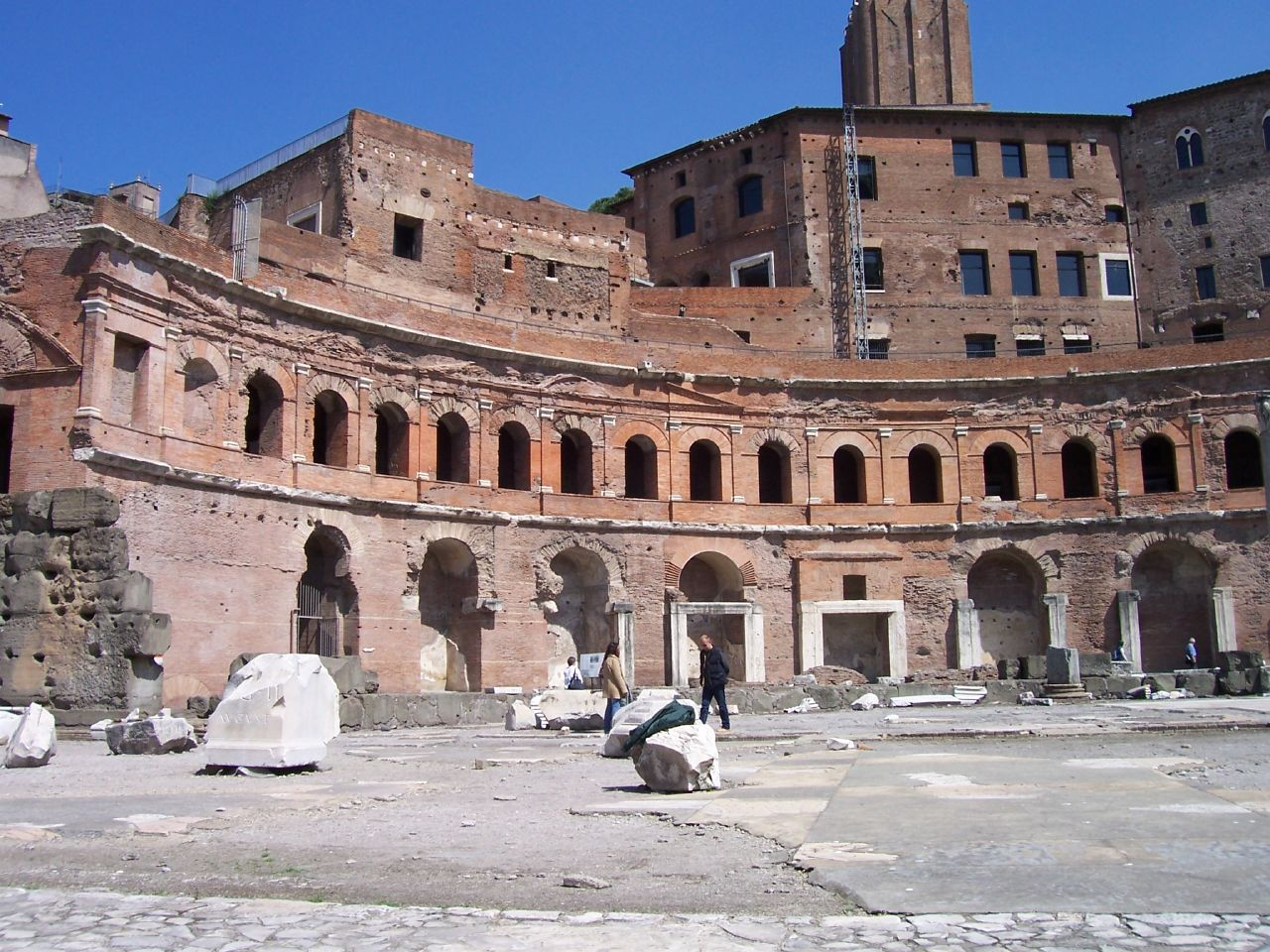
بقايا السوق ومتاجر التجزئة في منتدى تراجان في روما.

في العصور القديمة أنشئت الأسواق والمعارض لتسهيل تبادل السلع والخدمات وكان الناس يحصلون على السلع بالتسوق من متاجر صغيرة في البلدان المجاورة
ومع ذلك فإن الطبيعة الزائلة للأكشاك وأصحاب الأكشاك تعني أن على المستهلكين فحص السلع بدقه قبل شرائها. في اليونان القديمة، كانت أغورا بمثابة سوق يحتفظ فيه التجار بأكشاك أو متاجر لبيع بضائعهم. في روما القديمة استخدم سوق مماثلة عرفت باسم المنتدى. كان في روما منتديان، منتدى رومانيوم ومنتدى تراجان. سوق تراجان في منتدى تراجان، بني في حوالي 100-110 وكان له فسحة واسعة تضم مباني متعددة مع غرف كانت بمثابة محلات بيع التجزئة وتقع على أربع مستويات. يمكن القول إن المنتدى الروماني كان أقرب مثال على واجهة متاجر التجزئة الدائمة. في العالم الروماني خدم السوق المركزي في المقام الأول سكان الريف المحليين. أما أولئك الذين عاشوا في العقارات الكبرى كانوا جاذبين للتجار للاتصال بهم مباشرة عند بوابات مزارعهم مما أدي لتفادي حضورهم للأسواق المحلية. من المعروف أن قوائم التسوق قد استخدمها الرومان تم اكتشاف إحدى هذه القوائم بالقرب من جدار هادريان يعود تاريخها إلى 75-125 م وكتبت لجندي.

### العصور الوسطى

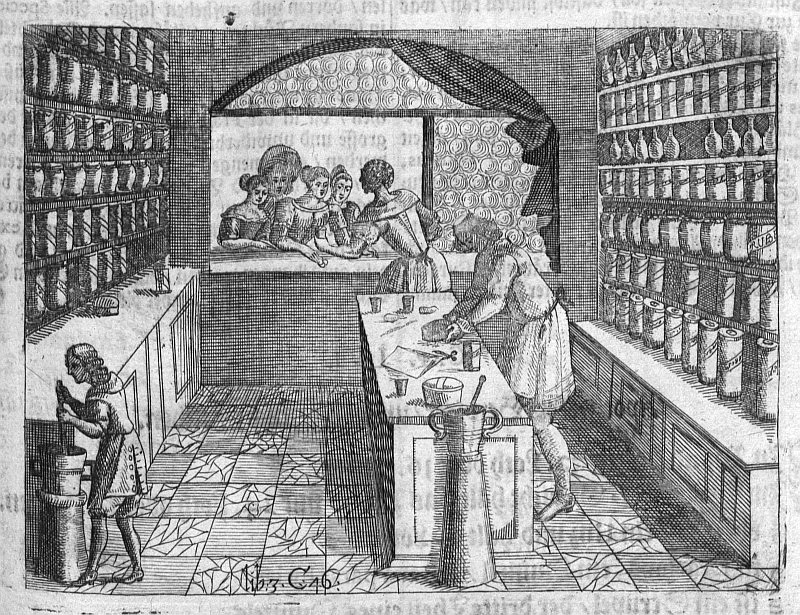
متجر من أوائل القرن السابع عشر ، حيث يتم تقديم الخدمة للعملاء من خلال فتحة في الشارع.

تشير الأدلة الأثرية إلى أن البريطانيين مارسوا الحد الأدنى من التسوق في أوائل العصور الوسطى وبدلاً من ذلك، فقد وفروا احتياجاتهم الأساسية من خلال ممارسة زراعة الاكتفاء الذاتي ونظام التبادلات الشخصية المحلية.ومع ذلك، في أواخر العصور الوسطى، لجأ المستهلكون إلى الأسواق لشراء المنتجات الطازجة واللحوم والأسماك والمعارض الدورية حيث يمكن الحصول على المنتجات غير القابلة للتلف والسلع الكمالية كانت المرأة مسؤولة عن شراء الحاجيات اليومية التي في معظمها سريعة التلف.
تم العثور على عدد قليل نسبيا من المتاجر الباقية خارج المدن الأكثر اكتظاظا بالسكان. في المقابل دخل العملاء إلى ورش عمل التجار حيث يتناقشون خيارات الشراء مباشرة مع التجار. الباعة المتجولون مثل بائع الخضروات والفواكه وبائع التجزئة وبائع الصحف يعملون جنبا إلى جنب مع الأسواق مما يوفر الراحة في التوصيل المنزلي للسكان خاصة المجتمعات المعزولة جغرافيا.
في المدن الأوروبية الأكثر اكتظاظا بالسكان بدأ عدد قليل من المتاجر بالظهور بحلول القرن الثالث عشر. وقد عرف بائعي التجزئة المتخصصين مثل تجار الأقمشة وتجار الخردوات كانوا موجودين في لندن. بينما كان البقالون يبيعون «أصناف صغيرة متنوعة من السلع وكذلك البهارات والأدوية» ومع ذلك كانت المحلات التجارية بسيطة. في أواخر القرن السادس عشر كانت متاجر لندن توصف بأنها «أكشاك بدائية».
تختلف تجربة المتسوق في العصور الوسطى عن المتسوق المعاصر. كانت التصاميم الداخلية مظلمة ولم يكن لدى المتسوقين سوى فرص قليلة نسبيا لفحص البضائع. وكانت النوافذ الزجاجية في بيئات البيع بالتجزئة غير معروفة فعليا خلال فترة القرون الوسطى. ونادرا ما كانت السلع تعرض وبدلا من ذلك كان يحتفظ بائع التجزئة بالبضائع في الجزء الخلفي من المتجر ويعرض البضائع عند الطلب فقط. ولم يكن شباك الخدمة معروفا وبدلا من ذلك كان لدى العديد من المتاجر فتحات في الشارع لخدمة العملاء منها.
في بريطانيا كانت سلوكيات البيع والتسوق سلبية. لم يكن تجار التجزئة أفضل من الوكلاء لأنهم ببساطة أعادوا بيع البضائع عن طريق شرائها بسعر أرخص وبيعها بأغلى دون إضافة قيمة للحسابات القومية. بالإضافة إلي مخاوف بشأن المصلحة الذاتية لتجار التجزئة وبعض ممارساتهم غير الأخلاقية، كما جذبت النقد بعض المواقف تجاه الانفاق على السلع الكمالية لأنها ارتبطت باستيراد السلع التي لم تساعد في تحفيز الحسابات القومية. وتعارضت مع الشركات المصنعة المحلية.

### التسوق من أجل المتعة

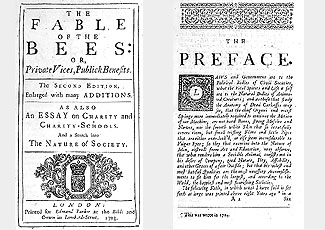
عمل برنارد ماندفيل The Fable of the Bees ، والذي برر الاستهلاك الواضح.

ارتبطت ظاهرة التسوق الحديثة من أجل المتعة ارتباطًا وثيقًا بظهور طبقة متوسطة في أوروبا في القرنين السابع عشر والثامن عشر ومع تحسن مستويات المعيشة في القرن السابع عشر، بدأ المستهلكون من مجموعة واسعة من الطبقات الاجتماعية بالإسراف في شراءالسلع التي تجاوزت الضروريات الأساسية وقد حفزت الطبقة المتوسطة الناشئة أو البورجوازية الطلب على السلع الكمالية وبدأت في شراء مجموعة أوسع من السلع الكمالية والسلع المستوردة، بما في ذلك: القطن الهندي وكاليكو. الحرير والشاي والبورسلين من الصين والتوابل من الهند وجنوب شرق آسيا والتبغ والسكر والروم والقهوة من العالم الجديد، أصبح التسوق بمثابة ترفيه لتمضية وقت ممتع.
بحلول القرن السابع عشر، أفسحت أسواق المنتجات الطريق تدريجياً إلى المتاجر ومراكز التسوق مما غيّر تجربة التسوق لدى المستهلك.
مركز البورصة الجديدالذي افتتحه روبرت سيسيل عام 1609 في ستراند كان أحد الأمثلة على مركز التسوق المخطط له وبدأت المتاجر تصبح أماكن مهمة يجتمع فيها سكان لندن، وأصبحت وجهات شعبية إلى جانب المسرح.
شهد ترميم لندن نمو المباني الفاخرة كإعلانات للمواقع الاجتماعية مع المهندسين المعماريين مثل نيكولاس باربون وليونيل كرانفيلد.الكثير من مؤلفي المجلات كانوا يكرسون أنفسهم لتبرير الاستهلاك الواضح والعيب الخاص للسلع الفاخرة من أجل الصالح العام الأكبر. تسبب هذا الخط الفكري الفاضح في ذلك الوقت في جدل كبير مع نشر عمل برنارد ماندفيل المؤثر أسطورة النحل في عام 1714، حيث جادل بأن ازدهار البلد يكمن في النهاية في المصلحة الذاتية للمستهلك.

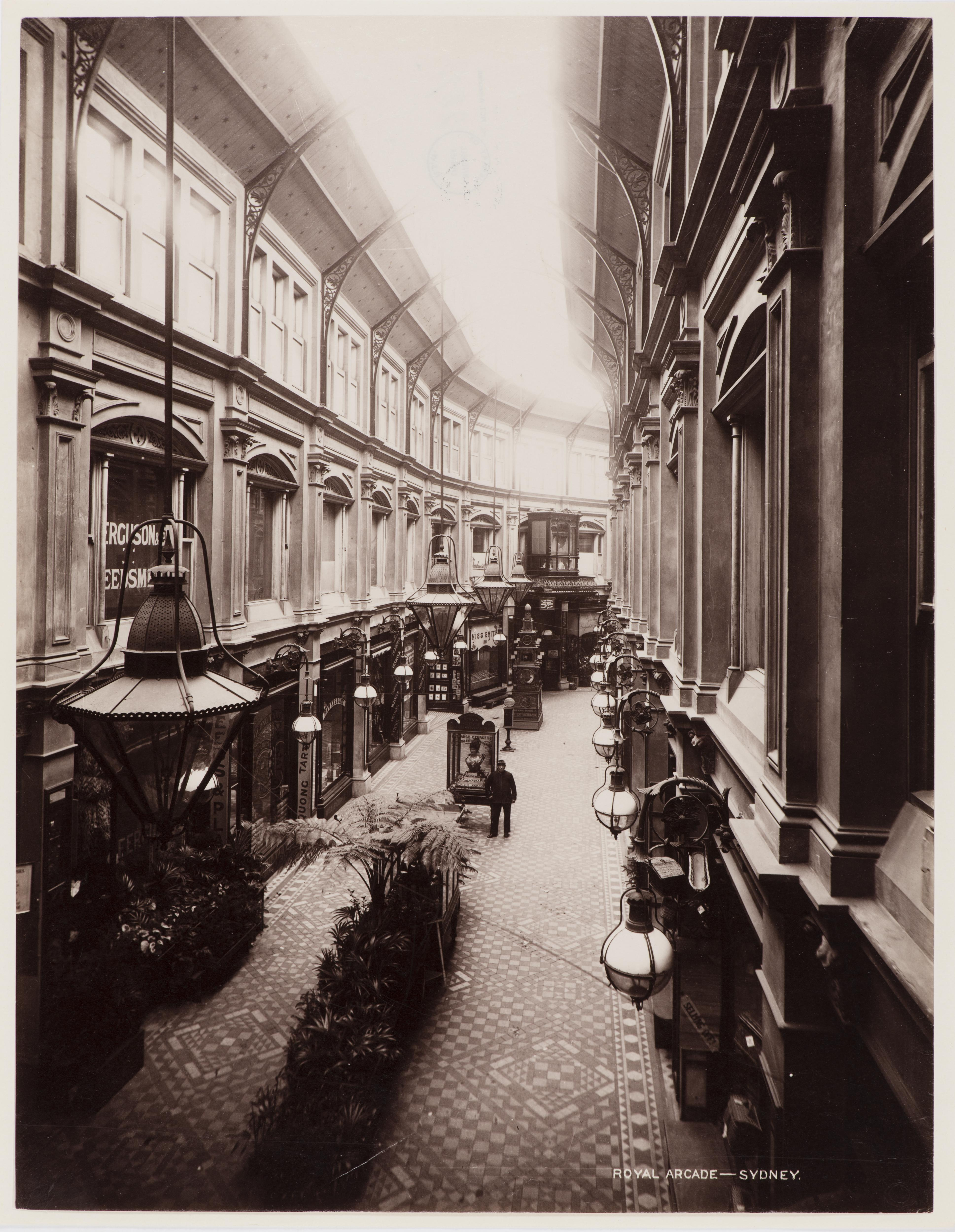
رويال أركيد ، سيدني ، 1892.

اكتسبت هذه الاتجاهات زخماً في القرن الثامن عشر، حيث أدى الازدهار والحراك الاجتماعي المتزايد إلى زيادة عدد الأشخاص الذين لديهم دخل للاستهلاك.
تضمنت التحولات الهامة تسويق السلع للأفراد بدلا من التسويق للأسرة، والحالة الجديدة للسلع المتعلقة بالتغييرات في الموضة والمطلوبة للإغراء الجمالي بدلا من فائدتها فقط.
طور مبتكر وصانع الفخار جوسيا ويد جوود استخدام تقنيات التسويق للتأثير والتلاعب باتجاه الأذواق السائدة. كانت إحدى تقنيات البيع المفضلة لديه هي تقديم عروض واسعة من السلع في دار خاصة أو مقرات مستأجرة دعا فيها الطبقات العليا. مع تقدم القرن الثامن عشر، تم توفير مجموعة متنوعة من السلع والمصنوعات بشكل مطرد للطبقات المتوسطة والعليا المدنية.
أدى هذا النمو في الاستهلاك إلى ظهور «التسوق» - انتشار متاجر البيع بالتجزئة التي تبيع سلعًا معينة وقبول التسوق كنشاط ثقافي في حد ذاته.
أصبحت شوارع ومناطق محددة مكرسة لتجارة التجزئة، بما في ذلك ستراند وبيكاديللي في لندن. وأدى انتشار تسوق النوافذ كنشاط ترفيهي إلى استخدام النوافذ الزجاجية في واجهات متاجر البيع بالتجزئة.
بحلول أواخر القرن الثامن عشر، بدأت أروقة التسوق الكبرى بالظهور عبر بريطانيا وأوروبا وفي استراليا ونيوزيلاندا وأصبح يعرف باسم «عصر الأروقة».
عادة، كان لهذه الأروقة سقف مبني من الزجاج للسماح بالضوء الطبيعي ولتقليل الحاجة إلى الشموع أو الإضاءة الكهربائية. داخل الممرات، تم تجهيز المتاجر الفردية بنوافذ خارجية زجاجية طويلة الأمر الذي سمح للطبقات المتوسطة الناشئة للنظر من خلال النوافذ والانغماس في الأوهام حتى في حال عدم قدرتهم على تحمل أسعار السلع المرتفعة.
باع تجار التجزئة السلع الفاخرة المصممة لجذب الطبقة المتوسطة ذات الذوق الأنيق بأسعار مرتفعة نسبيا. ومع ذلك لم تكن الأسعار رادعا أبدا حيث أصبحت هذه الأروقة الجديدة مكانا للتسوق والتفرج. قدمت هذه الآروقة للمتسوقين مساحة مغلقة بعيدا عن فوضى الحياة اليومية في الشوارع حيث يمكن للمتسوقين الإختلاط وقضاء أوقات الفراغ. ومع انتشار الآلاف من الأروقة الغطاة بالزجاج في جميع أنحاءأوروبا أصبحت أكبر ومزينة بالزخرفة وبحلول القرن التاسع عشرأصبحت هذه الأروقة أماكن شعبية للتنزه للطبقات المتوسطة. في أوروبا، أصبح القصر الملكي، الذي افتتح في عام 1784، أحد أقدم الأمثلة على النمط الجديد لأروقة التسوق، التي يرتادها كل من الطبقة الأرستقراطية والطبقات الوسطى اكتسبت سمعة بأنها موقع للمحاورات الثقافية، تدور حول الصالونات والمقاهي ومحلات بيع الكتب، ولكنها أصبحت أيضًا مكانًا يرتاده الجنود خارج ساعات العمل وكان مكانًا مفضلاً للبغايا، حيث استأجر العديد منهم شققًا في المبنى.
في لندن كان تاجر التجزئة فرانسس بليس أول من استخدم نوافذ العرض في المتاجر والذي جرب طريقة البيع الجديدة في مؤسستة للخياطة في تشارينج كروس.
حيث جهز واجهة المحل بنوافذ زجاجية كبيرة. على الرغم من إدانة هذا من قبل الكثير، إلا أنه دافع عن ممارسته في مذكراته، مدعيا أنه: تباع من النافذة سلع أكثر من أجور العمال وتكاليف التدبير المنزلي.
صمم بائعو التجزئة واجهات متاجر جذابة لجذب الزبائن، باستخدام الأضواء الساطعة والإعلانات والسلع المرتبة بشكل جذاب. كانت السلع المعروضة في حالة تغير مستمرة، بسبب التغيير السريع في الموضات.
علق زائر أجنبي على أن لندن كانت "عالماً من الألواح الذهبية والفضية، ثم اللآلئ والأحجار الكريمة تلمع بريقها المبهر، والمصنوعات المنزلية ذات الذوق الرفيع، محيط من الخواتم والساعات والسلاسل والأساور والعطور والفساتين الجاهزة، شرائط، دانتيل، أغطية، وفاكهة من جميع مناطق العالم الصالحة للسكن.

### تطور المتاجر: من الأروقة إلى المتاجر الكبرى

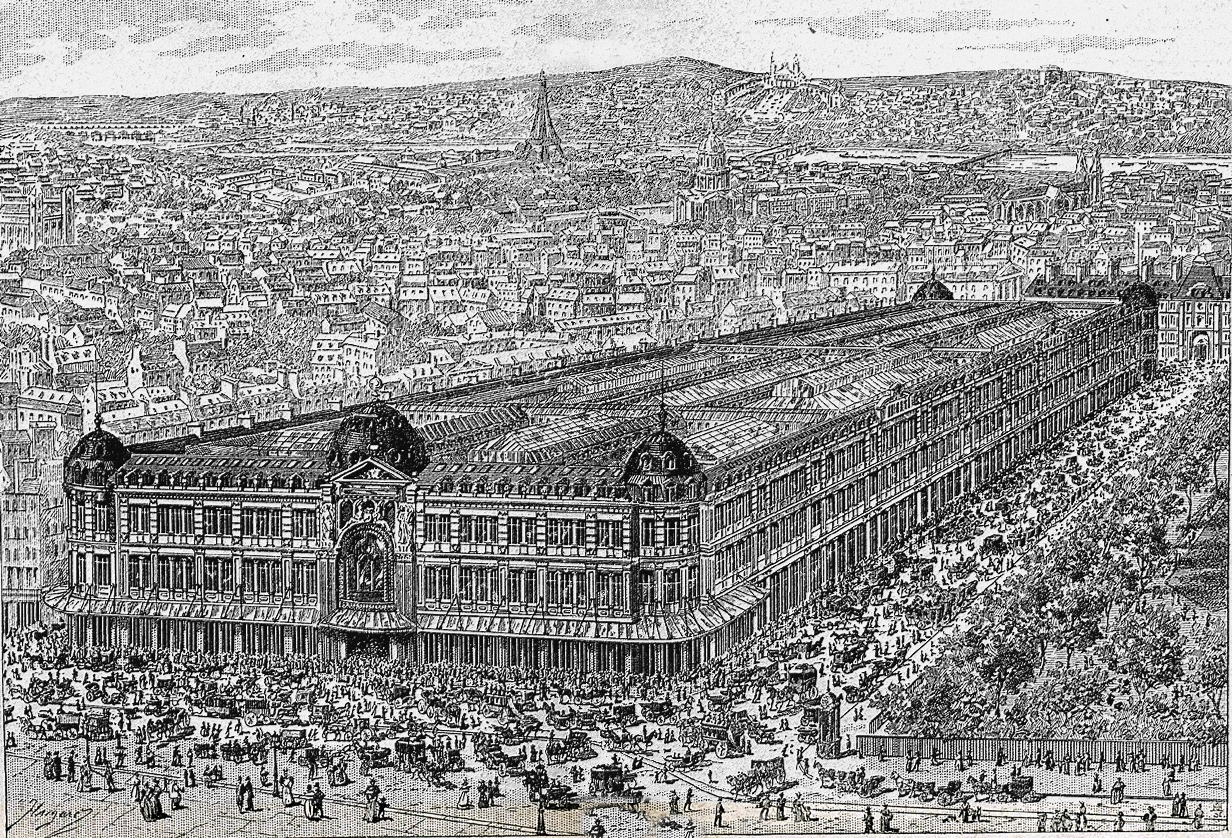
قدمت شركة Le Bon Marché ، التي تأسست في باريس ، مجموعة متنوعة من السلع في "الأقسام" داخل مبنى واحد ، من عام 1851.

في النصف الثاني من القرن التاسع عشر، تحولت المتاجر من متاجر «أحادية الوظيفة» التي تبيع نوعًا واحدًا من البضائع، إلى المتجر حيث تم بيع مجموعة كبيرة ومتنوعة من السلع. مع نمو النمو الاقتصادي، الذي غذته الثورة الصناعية في مطلع القرن التاسع عشر، بشكل مطرد، نمت الطبقة المتوسطة البرجوازية الغنية من حيث الحجم والثروة. كانت هذه المجموعة الاجتماعية المتمدنة هي الحافز لظهور ثورة التجزئة في تلك الحقبة. نشأ في أمريكا مصطلح «متجر متعدد الأقسام» وفي إنجلترا في القرن التاسع عشر، كانت هذه المتاجر تعرف باسم متاجرضخمة أو المستودعات. افتتح عدد من المتاجر الكبرى في جميع أنحاء الولايات المتحدة وبريطانيا وأوروبا من منتصف القرن التاسع عشر بما في ذلك؛ هارودز أوف لندن عام 1834 ؛ كيندال في مانشستر عام 1836، سيلفريدجز لندن عام 1909، ميسي في نيويورك عام 1858، بلومينغديلز في عام 1861 ساكس في عام 1867، جي سي بيني في عام 1902، لو بون مارشيه من فرنسا عام 1852 وجاليري لافاييت من فرنسا عام 1905.
كان أول متجر متعدد الأقسام موثوق به تم إنشاؤه، هو Harding ، Howell & Co الذي افتتح في عام 1796 في بال مول، لندن. تم وصف هذا المشروع على أنه مؤسسة عامة للبيع بالتجزئة تقدم مجموعة واسعة من السلع الاستهلاكية في الأقسام المختلفة تم إغلاق هذا المتجر الرائد في عام 1820 عندما تم حل شراكة الأعمال. تم إنشاء المتاجر الكبرى على نطاق واسع من أربعينيات وخمسينات القرن التاسع عشر في فرنسا والمملكة المتحدة والولايات المتحدة.
يعد متجر التجزئة الفرنسي، Le Bon Marche، مثالًا لمتجر متعدد الأقسام ظل على قيد الحياة في العصر الحالي تأسس في الأصل عام 1838 كمتجر لبيع الخردوات، وتم تجديده في منتصف القرن وافتتح كمتجر متعدد الأقسام في عام 1852.
العديد من المتاجر الكبرى كانت أكثر من مجرد أسواق للبيع حيث كانت أماكن لقضاء أوقات الفراغ والتسلية. عرضت بعض المتاجر الكبرى قاعات القراءة والمعارض الفنية والحفلات الموسيقية. تحتوي معظم المتاجر متعددة الأقسام على غرف شاي أو غرف طعام وتقدم مناطق علاج حيث يمكن للسيدات أن يستمتعوا بعمل طلاء الأظافر.
أصبح عرض الأزياء، الذي نشأ في الولايات المتحدة في حوالي عام 1907، حدثًا رئيسيًا للعديد من المتاجر الكبرى كما استخدم المشاهير للتسويق لتأثيرهم الكبير. تميزت هذه العروض بطابع خاص مستوحى من الشواطئ الأجنبية، مما كشف للمتسوقين الثقافات المختلفة للبلدان الشرقية والشرق الأوسط.

## أماكن التسوق

### مراكز التسوق
يمكن العثور على مناطق تجارية كبيرة في العديد من المدن، وتسمى رسميًا منطقة تجارية مركزية، والاسم الشائع لها «وسط المدينة» في الولايات المتحدة، أو «الشارع السريع» في بريطانيا، والأسواق في المناطق العربية.

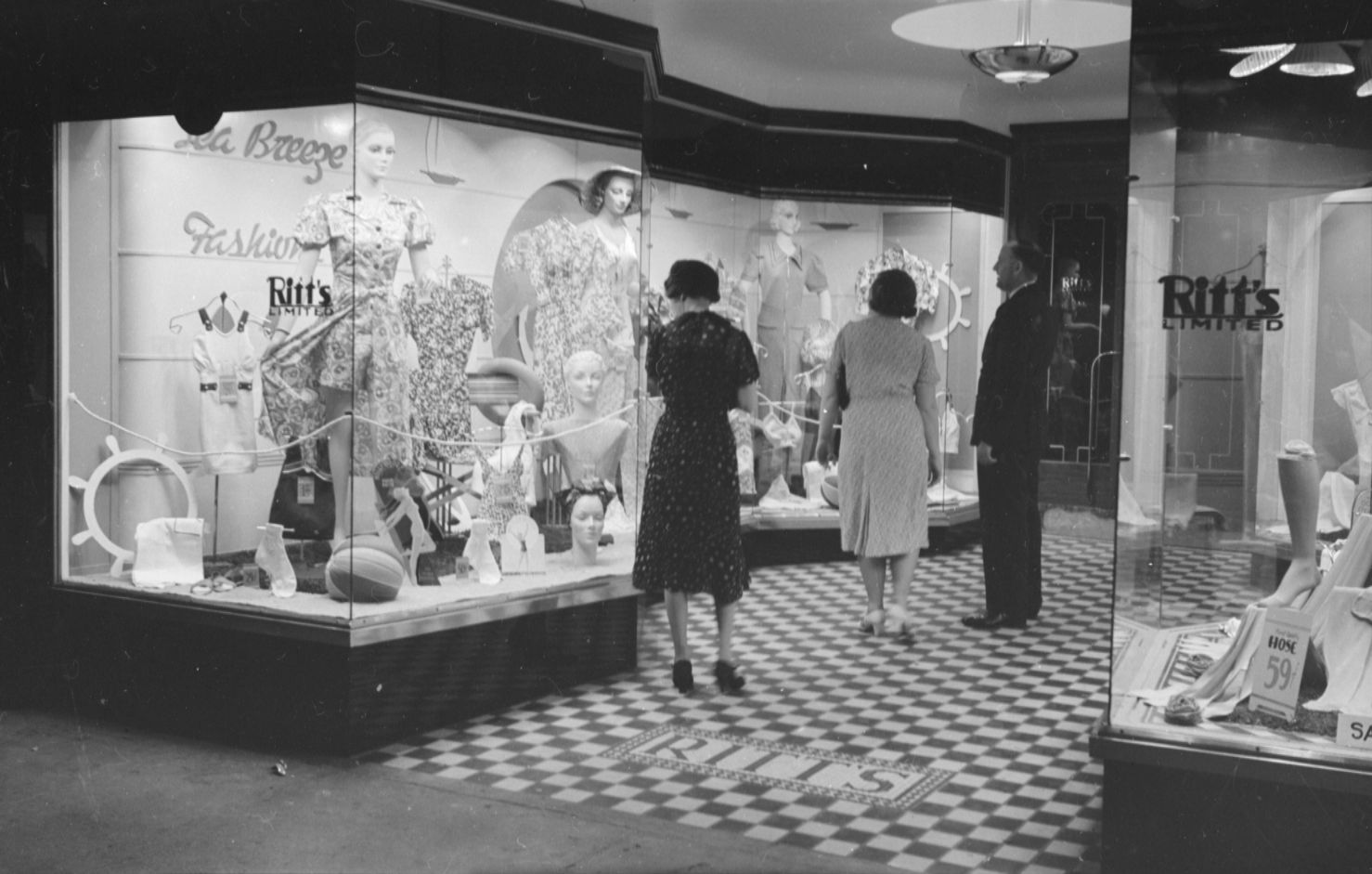
التسوق عبر النوافذ في أوتاوا ، 1938.

مراكز التسوق، هي مجموعة من المتاجر، من العديد من الشركات في منطقة جغرافية موحدة. وهي تتألف من مجموعة من متاجر البيع بالتجزئة والترفيه والخدمات المصممة لبيع المنتجات والخدمات للمناطق المحيطة.
الأمثلة النموذجية هي مراكز التسوق وساحات المدينة وأسواق السلع المستعملة والبازارات. تقليديا، كانت مراكز التسوق تسمى البازارات أو الأسواق، مجموعة متنوعة من الأكشاك التي تغطي الشوارع وتبيع مجموعة كبيرة ومتنوعة من السلع، يختلف مركز التسوق الحديث الآن عن سابقه، كانت المتاجر عادة في مباني فردية أو مجموعة في مكان كبير (يسمى عادة مول في الولايات المتحدة الأمريكية).

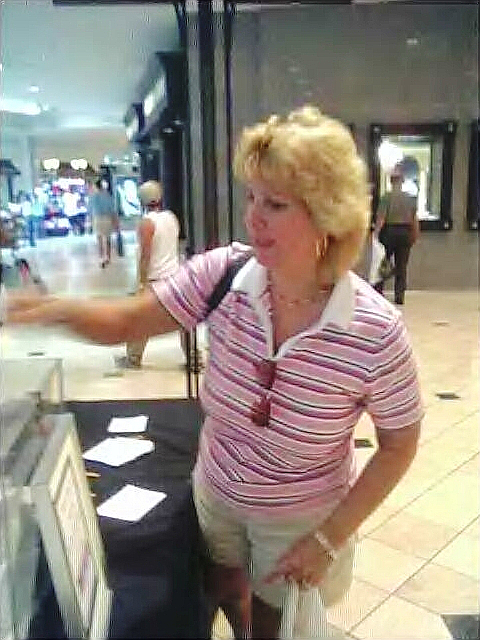
امرأة تتسوق في مركز تجاري بالولايات المتحدة عام 2005.

أول مركز تسوق حديث في الولايات المتحدة كان كانتري كلوب بلازا في كانساس سيتي الذي افتتح في عام 1922، ومن هناك تم تصميم أول مول مغلق من قبل فيكتور غرون وافتتح في عام 1956 كمركز ساوثديل في إدينا، مينيسوتا، إحدى ضواحي مينيابوليس. بلغت مراكز التسوق ذروتها في أمريكا في الثمانينيات والتسعينيات عندما تم بناء العديد من مراكز التسوق الكبرى (أكثر من 37000 متر مربع). هناك أنواع مختلفة من مراكز التسوق حول العالم. مراكز التسوق فوق الإقليمية هي مراكز تسوق كبيرة جدًا تحتوي على خمسة أقسام على الأقل و 300 متجر. يجذب هذا النوع من مراكز التسوق المستهلكين مسافة واسعة (تصل إلى 160 كيلومترًا) يمكن أن يحتوي المركز التجاري الإقليمي على قسمين على الأقل أو محلات سرية.
أحد أكبر مراكز التسوق في العالم هو المركز بالقرب من ميامي، ويطلق عليه "Sawgrass Mills Mall": حيث يحتوي على 2370,610 قدم مربع (220,237 مترًا مربعًا) من مساحات البيع بالتجزئة، مع أكثر من 329 منفذ بيع بالتجزئة ومحلات الماركات المخفضة. غالبًا ما تسمى مراكز التسوق الصغرى بمراكز مقسمة في الهواء الطلق أو متاجر صغيرة وتربط عادة بمتجر البقالة أو السوبر ماركت. من غير المرجح أن تشتمل المراكز التجارية الصغرى على نفس الميزات الخاصة بالمركز التجاري الكبير، ولكنها بدأت في التطور لتصبح مغلقة لتتوافق مع جميع الأحوال الجوية وتفضيلات العملاء.

### المتاجر
تنقسم المتاجر إلى فئات متعددة من المتاجر التي تبيع مجموعة مختارة من السلع أو الخدمات. عادة ما يتم تصنيفها حسب الخصائص الديمغرافية المستهدفة بناءً على الدخل المتاح للمتسوق. يمكن أن تتدرج من رخيصة إلى الثمن. تبيع بعض المتاجر بضائع مستعملة. في كثير من الأحيان يمكن للجمهور أيضًا بيع السلع إلى هذه المتاجر. في حالات أخرى، خاصة في حالة وجود متجر غير ربحي، يتبرع الجمهور بسلع لهذه المحلات التجارية، والمعروفة باسم متاجر التوفير في الولايات المتحدة، والمتاجر الخيرية في المملكة المتحدة، أو متاجر العمليات في أستراليا ونيوزيلندا. في المحلات التجارية، يمكن أخذ البضائع مجانًا، في متاجر التحف، يمكن للجمهور العثور على سلع أقدم ويصعب العثور عليها. في بعض الأحيان يتم كسر الناس واقتراض الأموال من دكان البيدق باستخدام عنصر ذي قيمة كضمان. من المعروف أن طلاب الجامعات يعيدون بيع الكتب من خلال مكتبات الكتب المدرسية. غالبًا ما يتم توزيع العناصر القديمة المستخدمة من خلال مخازن الفائض.
أنواع مختلفة من متاجر البيع بالتجزئة التي تتخصص في بيع السلع المتعلقة بموضوع ما تشمل المكتبات، والبوتيكات، ومحلات الحلوى، ومحلات الخمور، ومحلات الهدايا، ومتاجر الأجهزة، ومتاجر الهوايات، ومتاجر الحيوانات الأليفة، والصيدليات، ومحلات الجنس ومحلات السوبر ماركت. تبيع المتاجر الأخرى مثل متاجر الصناديق الكبيرة ومحلات السوبر ماركت والمتاجر العامة ومتاجر الدولار مجموعة متنوعة من المنتجات غير المرتبطة أفقيًا ببعضها البعض.

### التسوق المنزلي
تسمح أنظمة توصيل البريد المنزلي والتقنيات الحديثة (مثل التلفزيون والهواتف والإنترنت)، إلى جانب التجارة الإلكترونية، للمستهلكين بالتسوق من المنزل. هناك ثلاثة أنواع رئيسية من التسوق المنزلي: عن طريق الطلب عبر البريد أوعن طريق الهاتف بالاختيار من الكتالوجات، الطلب الهاتفي استجابة للإعلانات في وسائل الإعلام المطبوعة والإلكترونية (مثل الدوريات والتلفزيون والإذاعة) والتسوق عبر الإنترنت.
أعاد التسوق عبر الإنترنت تعريفًا كاملاً للطريقة التي يتخذ بها الأشخاص قرارات الشراء، يوفر الإنترنت إمكانية الوصول إلى الكثير من المعلومات حول منتج معين، والتي يمكن الاطلاع عليها وتقييمها ومقارنة أسعارها في أي وقت. يتيح التسوق عبر الإنترنت للمشتري توفير الوقت والمصروفات، والتي كانت ستنفق على السفر إلى المتجر أو المركز التجاري. وفقًا لشركة Forrester للتكنولوجيا والأبحاث، ستشكل مشتريات الهاتف المحمول أو التجارة الإلكترونية 49 ٪ من التجارة الإلكترونية، أو مبيعات بقيمة 252 مليار دولار، بحلول عام 2020.

### التسوق في الجوار
المتاجر الصغيرة شائعة في أمريكا الشمالية، وغالبًا ما يطلق عليها "bodegas" في المجتمعات الناطقة بالإسبانية أو "متجر صغير" في تلك الناطقة باللغة الفرنسية. في بعض الأحيان يمر الباعة المتجولون وشاحنات الآيس كريم عبر الأحياء التي تقدم السلع والخدمات. أيضا، مبيعات المرآب هي شكل شائع لإعادة البيع من جهة ثانية تمنح مناطق التسوق المجاورة وتجار التجزئة قيمة للمجتمع من خلال توفير العديد من الخدمات الاجتماعية والمجتمعية (مثل المكتبة)، ومكان اجتماعي للقائه. يختلف البيع بالتجزئة في الأحياء المجاورة عن الأنواع الأخرى من تجار التجزئة بسبب الاختلاف في المنتجات والخدمات المعروضة والموقع والشعبية.
تشمل متاجر التجزئة المجاورة متاجر مثل: محلات الأطعمة / الألبان والحليب والصيدليات والمنظفات الجافة ومصففوا الشعر / الحلاقون ومحلات الزجاجات والمقاهي ومحلات الوجبات الجاهزة. تشمل متاجر التجزئة مثل: متاجر الهدايا، المحلات العتيقة، أدوات العناية بالحيوانات الأليفة، النقّاشون، صالون الوشم، محلات الدراجات الهوائية، عيادات مستوصف الأعشاب، المعارض الفنية، اللوازم المكتبية والإطارات. يبيع تجار التجزئة في الحي السلع والخدمات الأساسية للمنطقة السكنية التي تقع فيها. يمكن أن تكون هناك العديد من مجموعات تجار التجزئة في الأحياء في مناطق مختلفة من منطقة أو مدينة، ولكن تجار التجزئة غالبًا ما يكونون جزءً من مراكز التسوق حيث تكون أعداد المستهلكين أعلى من تلك الموجودة في منطقة البيع بالتجزئة في الحي.
أصبح تجار التجزئة أكثر انتشارًا حيث يمكنهم تزويد المجتمع بأكثر من الأساسيات، ويقدمون الخبرة ونطاقًا أوسع من السلع والخدمات.

## التسوق نشاطًا

### تسوق الحفلات
خطة الحفلة هي طريقة لتسويق المنتجات من خلال استضافة حدث اجتماعي، واستخدام الحدث لعرض المنتج أو المنتجات لأولئك الذين تم جمعهم، ثم أخذ الطلبات للمنتجات قبل انتهاء التجمع.

### مواسم التسوق
جنون التسوق هي فترات زمنية يحدث فيها انفجار في الإنفاق، عادة بالقرب من العطلات في الولايات المتحدة، حيث يكون التسوق في عيد الميلاد هو أكبر موسم إنفاق للتسوق، يبدأ في وقت مبكر من أكتوبر ويستمر حتى بعد عيد الميلاد.
تعتبر بعض الأديان أن مواسم الإنفاق هذه تتعارض مع عقيدتهم وترفض هذه الممارسة. يعارض الكثيرون الإفراط في التسويق واستجابة المتاجر التي تقلل من شأن موسم التسوق الذي يتم الاستشهاد به غالبًا في الحرب على عيد الميلاد.
يسلط الاتحاد الوطني لتجارة التجزئة (NRF) الضوء على أهمية التسوق من المدرسة إلى تجار التجزئة الذي يأتي في المرتبة الثانية بعد التسوق في العطلات، حيث غالبًا ما يشتري المشترون الملابس واللوازم المدرسية لأطفالهم. في عام 2017، أنفق الأمريكيون أكثر من 83 مليار دولار على التسوق للعودة إلى المدرسة والعودة إلى الكلية، وفقًا للمسح السنوي ل NRF.
يتكون التسوق الموسمي من شراء الملابس المناسبة لموسم معين. يرتدي الناس في الشتاء ملابس دافئة ومعاطف للتدفئة، بينما يرتدي الناس في الصيف ملابس أقل للبقاء أكثر برودة في الحرارة. يدور التسوق الموسمي الآن كثيرًا حول مبيعات العطلات وشراء المزيد مقابل القليل. تحتاج المتاجر للتخلص من جميع ملابسها الموسمية السابقة لإفساح المجال للاتجاهات الجديدة للموسم القادم. تستمر مبيعات نهاية الموسم عادةً لبضعة أسابيع مع انخفاض الأسعار أكثر نحو إغلاق البيع. خلال فترة التخفيضات، يمكن خصم عناصر من 10٪ إلى 50٪، مع حدوث أكبر تخفيض للمبيعات في نهاية الموسم. تعمل فترات التسوق في العطلات على توسيع مبيعاتها أكثر وأكثر مع العطلات مثل الجمعة السوداء التي تصبح حدثًا لمدة شهر تمتد العروض الترويجية عبر شهر نوفمبر. لا يتوقف التسوق هذه الأيام بمجرد إغلاق المركز التجاري، حيث يتمتع الأشخاص بإمكانية الوصول إلى المتاجر ومبيعاتهم أكثر من أي وقت مضى بمساعدة الإنترنت والتطبيقات.
يبحث العديد من الأشخاص اليوم عن مشترياتهم عبر الإنترنت للعثور على أرخص وأفضل صفقة مع ثلث جميع عمليات البحث على Google التي تتم بين الساعة 10:00 مساءً و 4:00 صباحًا. يقضي المتسوقون الآن المزيد من الوقت في استشارة مصادر مختلفة قبل اتخاذ قرار الشراء النهائي. استخدم المتسوقون ذات مرة خمسة مصادر في المتوسط للحصول على المعلومات قبل الشراء، لكن الأرقام ارتفعت إلى 12 مصدرًا في عام 2014.

## التسعير والتفاوض

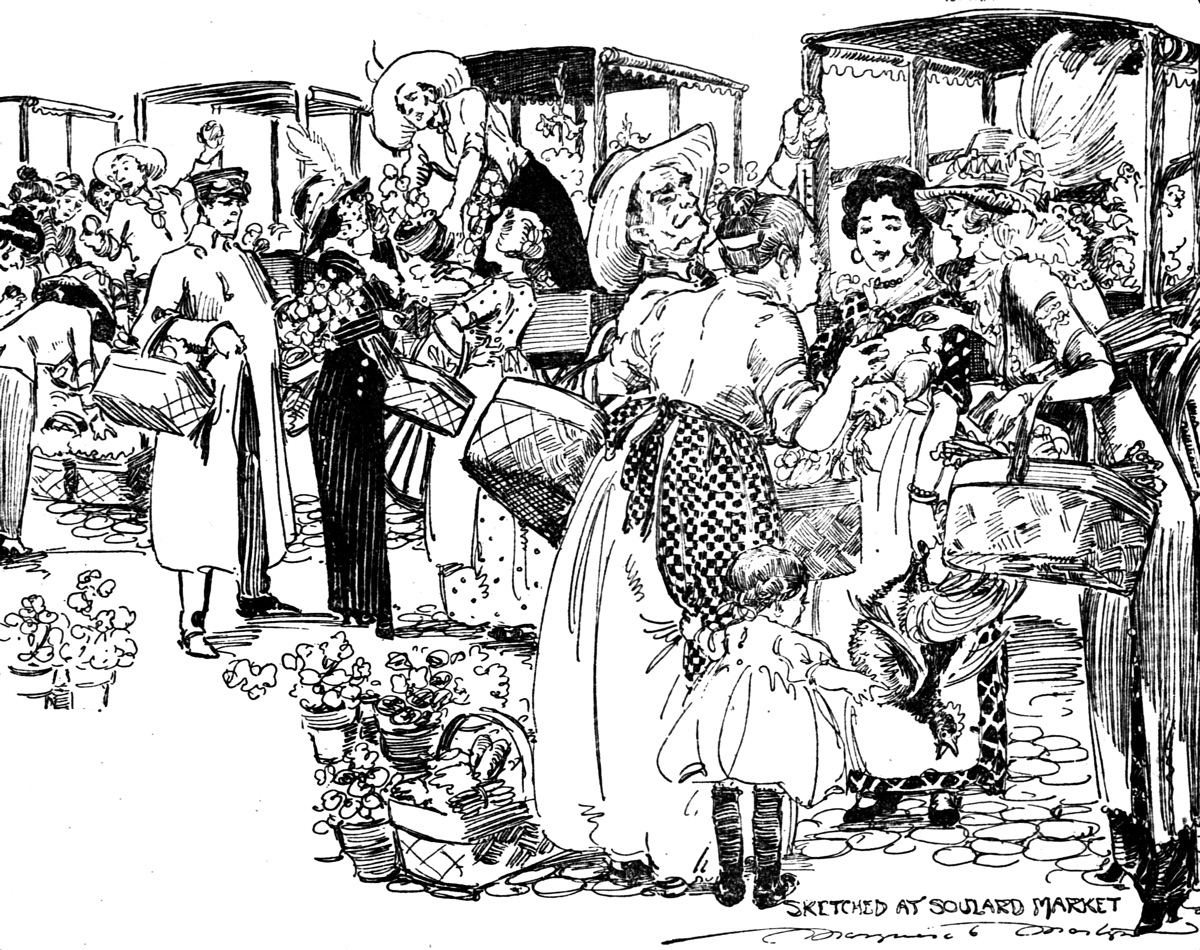
المبيعات تتم في سوق سولارد ، سانت لويس ، ميزوري ، رسمها مارغريت مارتين ، 1912.

تاريخيا، تم تحديد الأسعار من خلال نظام المقايضة أو التفاوض. يُعتقد أن أول بائع تجزئة يعتمد أسعارًا ثابتة هو تجار التجزئة الذين يعملون خارج مجمع القصر الملكي في القرن الثامن عشر. اعتمد بائعوا التجزئة هؤلاء نظامًا للحفاظ على الأسعار المرتفعة لزراعة صور الرفاهية. بالنسبة لعملائها من الطبقة العليا، فإن الأسعار الثابتة أنقذتهم من متاعب المقايضة.
تقنية التسعير المستخدمة من قبل معظم بائعي التجزئة هي التسعير بالإضافة إلى التكلفة. يتضمن هذا إضافة مبلغ ترميز (أو نسبة مئوية) إلى تكلفة بائعي التجزئة. تقنية شائعة أخرى هي قائمة الأسعار المقترحة من قبل الشركات المصنعة. وهذا يشمل ببساطة شحن المبلغ المقترح من قبل الشركة المصنعة وعادة ما يتم طباعته على المنتج من قبل الشركة المصنعة.
في إعدادات البيع بالتجزئة، يتم استخدام التسعير النفسي أو تسعير الرقم الفردي على نطاق واسع. التسعير النفسي الذي يشير إلى مجموعة من التكتيكات، المصممة ليكون لها تأثير نفسي إيجابي. على سبيل المثال، يمكن استخدام بطاقات الأسعار التي تستخدم الرقم النهائي "9" (على سبيل المثال، 9.99 أو 19.99 أو 199.99) للإشارة إلى نقاط السعر وإحضار عنصر بسعر أقل بقليل من سعر حجز المستهلك. [46] ومع ذلك، في المجتمعات الصينية، تكون الأسعار عمومًا إما رقمًا دائريًا أو في بعض الأحيان رقمًا محظوظًا. هذا يخلق حدود السعر.
في نظام السعر الثابت، لا يزال بإمكان المستهلكين استخدام المساومة أو المساومة، مفاوضات حول السعر. يرى الاقتصاديون هذا على أنه تحديد كيفية تقسيم الفائض الاقتصادي الإجمالي للمعاملة بين المستهلكين والمنتجين. ولا يتمتع أي من الطرفين بميزة واضحة لأنه يوجد خطر عدم البيع، وفي هذه الحالة سيختفي الفائض لكليهما. عند التسوق عبر الإنترنت، قد يكون من الأصعب التفاوض على السعر نظرًا لأنك لا تتفاعل مباشرة مع شخص مبيعات. يستخدم بعض المستهلكين خدمات مقارنة الأسعار لتحديد أفضل سعر و / أو اتخاذ قرار بشأن من أو من أين يشترون لتوفير المال.
«نافذة تسوق»

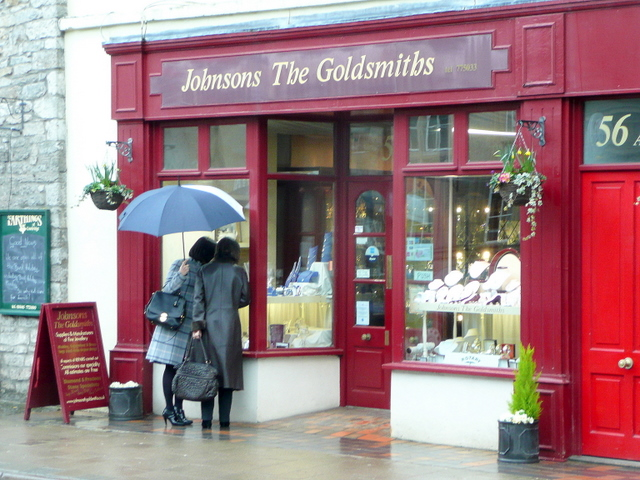
نافذة التسوق في المطر.

مصطلح «التسوق عبر النافذة» هو مصطلح يشير إلى تصفح السلع من قبل المستهلك بقصد الشراء أو بدونه. غالبًا ما يمارس التسوق عبر النوافذ من قبل شريحة معينة، تعرف باسم المتسوق الواعي الترفيهي أو المتسوق. يتميز التسوق الترفيهي بإشراك المستهلك في عملية الشراء، والمتسوقون الترفيهيون هم المستهلكون الذين يرون أن التسوق هو شكل من أشكال المتعة. يستخدم مستهلكون آخرون التسوق عبر النافذة كجزء من نشاطهم التخطيطي لعملية شراء لاحقة.
أصبحت صالة العرض، وهي ممارسة فحص البضائع في متجر بيع بالتجزئة تقليدي دون شرائها، ولكن التسوق عبر الإنترنت للعثور على سعر أقل للعنصر نفسه، مشكلة سائدة بشكل متزايد لتجار التجزئة التقليديين نتيجة للمنافسين عبر الإنترنت، لدرجة أن بدأ البعض في اتخاذ تدابير لمكافحته.

## ركوب الدراجات
في دول مثل الدنمارك وهولندا وألمانيا، تتضمن المستويات العالية من ركوب الدراجات المساعدة أيضًا رحلات تسوق، على سبيل المثال 9٪ من جميع رحلات التسوق في ألمانيا تتم بالدراجة.